# 다카다노바바역
다카다노바바역(일본어: 高田馬場駅、たかだのばばえき)(영어: Takadanobaba Station)은 일본 도쿄도 신주쿠구에 있는 철도역이다.

## 타는 곳

### 동일본 여객철도
출발 신호음은 2003년 3월 1일부터 만화 우주소년 아톰의 주제곡이 쓰이고 있다. 테즈카 오사무가 사장을 맡은 데즈카 프로덕션이 다카다노바바에 있었으며, 만화의 배경 중 한 곳이 이곳이었기 때문에 그렇게 선정되었다고 한다. 
원래는 일정기간 동안만 틀어놓을 계획이었으나, 지금도 계속 사용되고 있다.
| ↑ 신오쿠보 |
| \| 2 1 \|  |
| 메지로 ↓   |

| 1 | 야마노테 선(외선 순환) | 이케부쿠로・우에노・도쿄 방면 |
| 2 | 야마노테 선(내선 순환) | 신주쿠・시부야・시나가와 방면 |

### 세이부 철도
4번 타는 곳 은 평일 아침(7:00~9:30)에 승객하차 전용으로 사용하고 있다.(문이 4개 있는 차량만 해당. 특급이나 문이 3개 있는 차량은 해당되지 않음.)
| ↑ 세이부 신주쿠 |
| 5 \| 4 3 \|     |
| 시모오치아이 ↓  |

| 3 | ■ 신주쿠 선                                                             | 다나시・도코로자와・혼카와고에방면 하이지마 선 다마가와죠스이・하이지마방면 |
| 4 | 임시타는 곳(평일 아침에만 해당) (5번 타는 곳과 같은 선로의 열차가 진입) | 임시타는 곳(평일 아침에만 해당) (5번 타는 곳과 같은 선로의 열차가 진입)     |
| 5 | ■ 신주쿠 선                                                             | 세이부 신주쿠 행                                                            |

### 도쿄 지하철
| ↑ 오치아이 |
| 2 \| 1     |
| 와세다 ↓   |

| 1 | ○ 도자이 선 | 오테마치・우라야스・니시후나바시 방면 도요 고속선 도요가쓰타다이 방면 소부 완행선 쓰다누마 방면(평일아침 저녁만) |
| 2 | ○ 도자이 선 | 나카노방면 주오 완행선 미타카 방면                                                                               |

## 역세권 정보
- 와세다 대학 니시와세다 캠퍼스(이공학부)
- 가쿠슈인 여자대학

## 역명 유래
- 역명은 아코 로시 47인의 한사람인 호리베 타케츠네의 전설이 있는 다카다노바바의 결투 (1694년)가 있었던 것으로 알려져 현재는 강담 등의 소재가 되고 있던 "다카다노바바 (타카다바바)"에서 가지고 왔다. 현지에서는 당시의 지명을 따라 「토츠카마치 역」 「스와쵸역」 「스와노모리 역」 등을 희망하는 목소리도 있었지만, 어째서 현재의 역명이 채택된 것인지는 확실하지 않다. 읽는 법은 「타카다 바바」가 아니고 「타카다노바바」라고 불리는 까닭도 밝혀지고 있지 않다.

## 역사
- 1910년 9월 15일 : 일본 국유철도 야마노테 선역 개업.
- 1927년 4월 16일 : 세이부 철도 역 개업.
- 1945년 4월 13일 : 태평양 전쟁 중 미군 공습으로 역사 전소,
- 1964년 12월 23일 : 도영 지하철 도자이 선 개통.
- 1987년 4월 1일 : 국철 민영화.(동일본 여객철도)
- 2003년 3월 1일 : 야마노테 선 출발신호음 변경(아톰 주제곡)
- 2004년 4월 1일 : 영단 지하철 도자이선 민영화(도쿄 메트로 도자이 선으로 변경)

## 인접역
| 동일본 여객철도 야마노테 선 | 동일본 여객철도 야마노테 선      | 동일본 여객철도 야마노테 선             |
| --------------------------- | -------------------------------- | --------------------------------------- |
| JY 16 신오쿠보 내선 순환    | 야마노테 선                      | JY 14 메지로 외선 순환                  |
| 세이부 철도 신주쿠 선       |                                  |                                         |
| 세이부 신주쿠 방면          | 신주쿠 선 특급 고에도 호         | 히가시무라야마 혼카와고에 방면          |
| 세이부 신주쿠 방면          | 신주쿠 선 통근급행 · 급행 · 준급 | 사기노미야 혼카와고에 · 하이지마 방면   |
| 세이부 신주쿠 방면          | 신주쿠 선 보통                   | 시모오치아이 혼카와고에 · 하이지마 방면 |
| 도쿄 메트로 도자이 선       |                                  |                                         |
| T02 오치아이 나카노 방면    | 도자이 선                        | T04 와세다 니시후나바시 방면            |